# Sphaerion sladeni
Sphaerion sladeni là một loài bọ cánh cứng trong họ Cerambycidae.